# Jean-Louis Benoît (philosophe)
Pour les articles homonymes, voir Jean-Louis Benoît et Benoît.
Jean-Louis Benoît est un philosophe français, né à Granville en 1943, spécialiste de Tocqueville.

## Biographie
Jean-Louis Benoît a poursuivi toute sa formation universitaire en France : il est agrégé de lettres, titulaire d’un DEA de philosophie politique de Paris IV Sorbonne et docteur ès lettres en 2002. Il a fait toute sa carrière comme professeur, dans le privé puis dans le public, enseignant tour à tour la philosophie et les lettres, dans le secondaire et comme chargé de cours de littérature à l’Université de Caen, puis enseignant en classes préparatoires aux concours d'entrée des Écoles de Commerce au  lycée Le Verrier à Saint-Lô.
Il est officier des Palmes académiques.
Aujourd'hui[Quand ?] à la retraite, il poursuit son travail de recherche sur Tocqueville.
En 2017, il est candidat à l'Académie française ; il recueille une voix et est battu par Michel Zink.

## Œuvre
Jean-Louis Benoît a consacré l'ensemble de ses travaux de recherche et de son œuvre à Alexis de Tocqueville dont il a tenu à aborder l'ensemble du corpus, aussi bien dans sa thèse de doctorat Tocqueville moraliste, que dans son approche éditoriale rassemblant la quasi-totalité de ses Textes économiques, que ceux consacrés au fait religieux et aux religions : Bouddhisme, christianisme, islam. Jean-Louis Benoît lie également de façon étroite les analyses et l'action politique de Tocqueville à son origine aristocratique et à son milieu originel – des maistriens – avec lesquels la rupture, idéologique, devient totale.
Il aborde également des thèmes essentiels chez Tocqueville dont les enjeux sont encore vivaces dans la société française contemporaine : l'Algérie et la question de la colonisation, le système carcéral, les conséquences du poids de l'armée dans les pays démocratiques. Il souligne enfin l'importance du dernier chapitre de De la démocratie en Amérique (1835) dans lequel Tocqueville dénonce, comme son ami Gustave de Beaumont, le "génocide" des Indiens et la situation des Noirs aux États-Unis qui constituent une antinomie démocratique.

## Action culturelle et colloques
Président de l’Association Lire à Saint-Lô de 1989 à 1997, Jean-Louis Benoît multiplie les rencontres avec auteurs, met en place la nouvelle organisation du Prix littéraire Jean Follain et les soirées culturelles à thèmes autour des auteurs Maupassant, Barbey d'Aurevilly, Jean Follain. À ce titre, il est à l’initiative et le coorganisateur du colloque international L’actualité de Tocqueville, Saint-Lô, 1990, en partenariat avec le Conseil départemental de la Manche puis du colloque consacré au bicentenaire de la naissance de Tocqueville Tocqueville entre l'Europe et les États-Unis dont la première partie se déroule au Centre Culturel International de Cerisy-la-Salle

## Réponse à Michel Onfray
- Jean-Louis Benoît, “Réponse à Michel Onfray. Mise au point sur Tocqueville les Indiens et les Noirs, l’Algérie et 1848.” 15 novembre 2017, 46 pp. Blog de Jean-Louis Benoît. Réponse au livre de Michel Onfray, Tocqueville et les Apaches, novembre 2017. Texte téléchargeable !
- Catherine Golliau, Hors-série Le Point / Les Maîtres-Penseurs / Alexis de Tocqueville; La passion de la liberté. p.55 Les vraies convictions d'Alexis.

L'extermination des indiens, l'esclavage, la colonisation, le sort des travailleurs : Tocqueville est-il un penseur sans cœur ? Faits et Débats.
- Françoise Mélonio, Tocqueville sous le signe du ressentiment, Revue Commentaire N° 161 Printemps 2018

"Michel Onfray : Tocqueville et les Apaches. Indiens, nègres, ouvriers, Arabes et autres hors-la-loi. (Autrement, 2017, 196 pages.)